# 建武 (冠位)
建武（けんむ）は、647年に制定され、648年から649年まで日本で用いられた冠位である。13階中最下位で、小黒の下に位置する。

## 解説
大化3年（647年）に制定された七色十三階冠で設けられ、翌年4月1日に実施された。黒絹で冠を作り、紺で縁取った。建武だけは冠に鈿を付なかった。
『日本書紀』には初位、または立身とも呼ばれたと注される。いずれも後の冠位・位階制度の最下位なので、当時からの別称ではない可能性がある。
大化5年（649年）2月に冠位十九階が導入されると、建武は立身と改称された。
1年で改称されたこともあり、建武の冠位を授かったことが確実に知られる人物はいない。『日本書紀』は斉明天皇4年（658年）7月4日に渟代郡の少領、宇婆左に建武の位を授けたと記すが、時期が異なるので立身にあたると考えられる。